# موزه مطبوعات آذربایجان
خانهٔ صلح‌جو یا کلکته‌چی (موزهٔ مطبوعات آذربایجان) مربوط به دورهٔ قاجاریان است و در تبریز، خیابان تربیت، کوچه کرباسی، پلاک ۲۷ واقع شده و این اثر در تاریخ ۱۴ مرداد ۱۳۸۲ با شمارهٔ ثبت ۹۴۷۸ به‌عنوان یکی از آثار ملی ایران به ثبت رسیده است.
موزهٔ مطبوعات آذربایجان در تاریخ ۲۴ خرداد ۱۴۰۰ خورشیدی با حضور وزیر وقت میراث فرهنگی، گردشگری و صنایع دستی ایران در محل خانهٔ صلح‌جو (کلکته‌چی) افتتاح گردید. در فاز اول این موزه، ۲۸ اثر تاریخی مرتبط با مطبوعات شامل نشریه، اسناد، تجهیزات و دوربین‌های عکاسی به نمایش گذاشته شده‌است. سایر آثار به نمایش گذاشته شده در موزهٔ مطبوعات آذربایجان:
- مکاتبات و روزنامه‌های دوره قاجار، شامل روزنامه‌های حبل‌المتین، صور اسرافیل و انجمن تبریز
- نسخه‌های چاپ سنگی، نامه‌ها در ارتباط با نشریات، قبض حق اشتراک نشریات

## نگارخانه

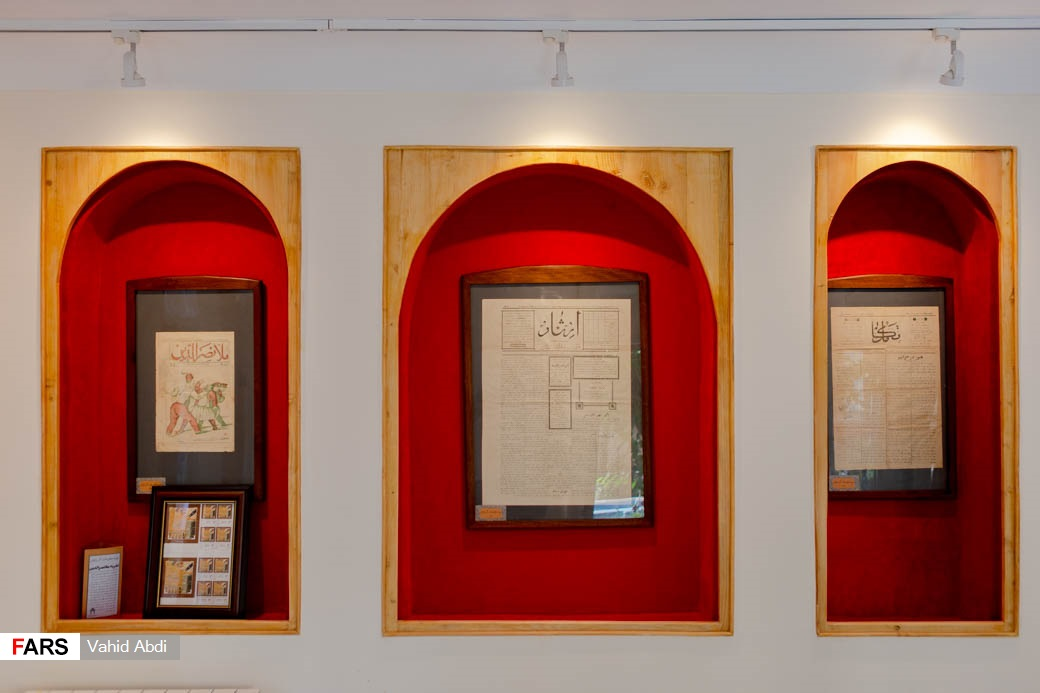
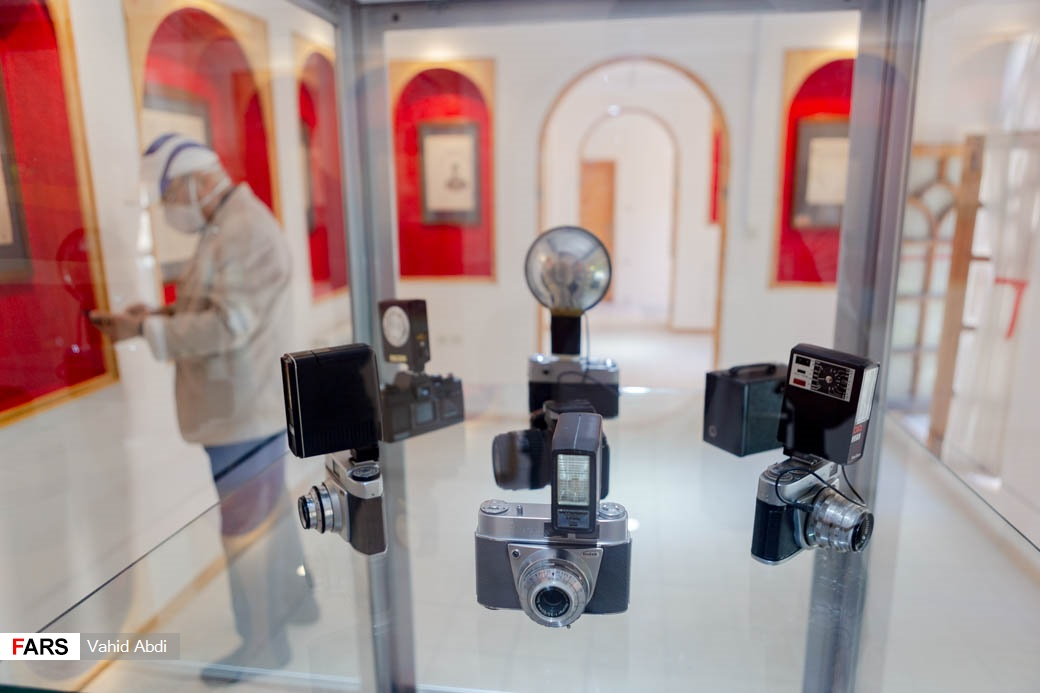
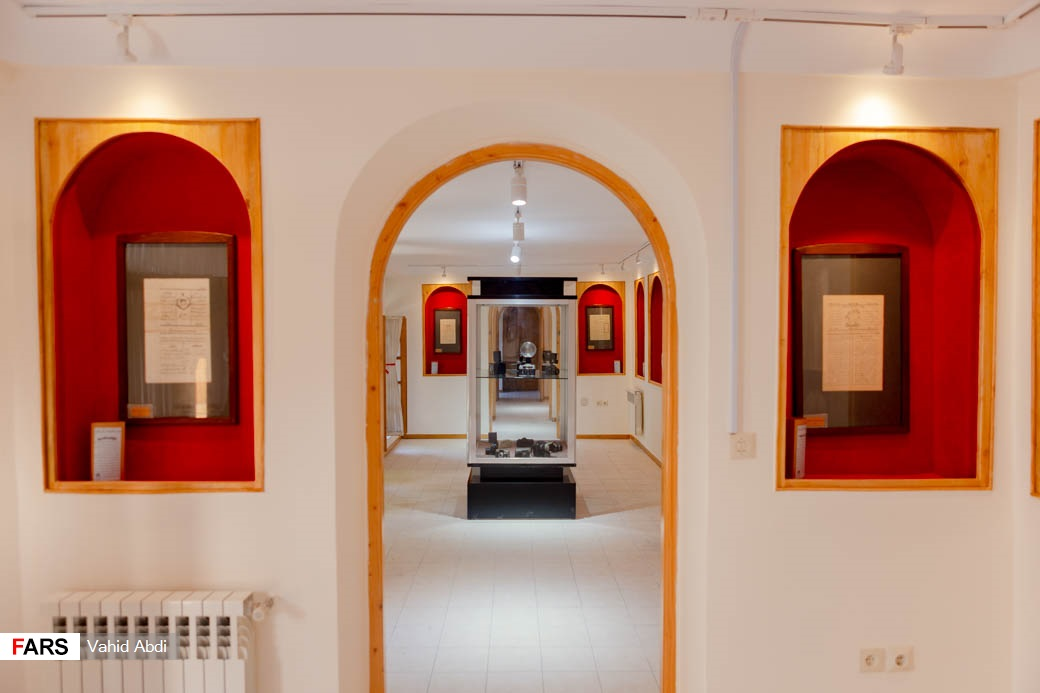
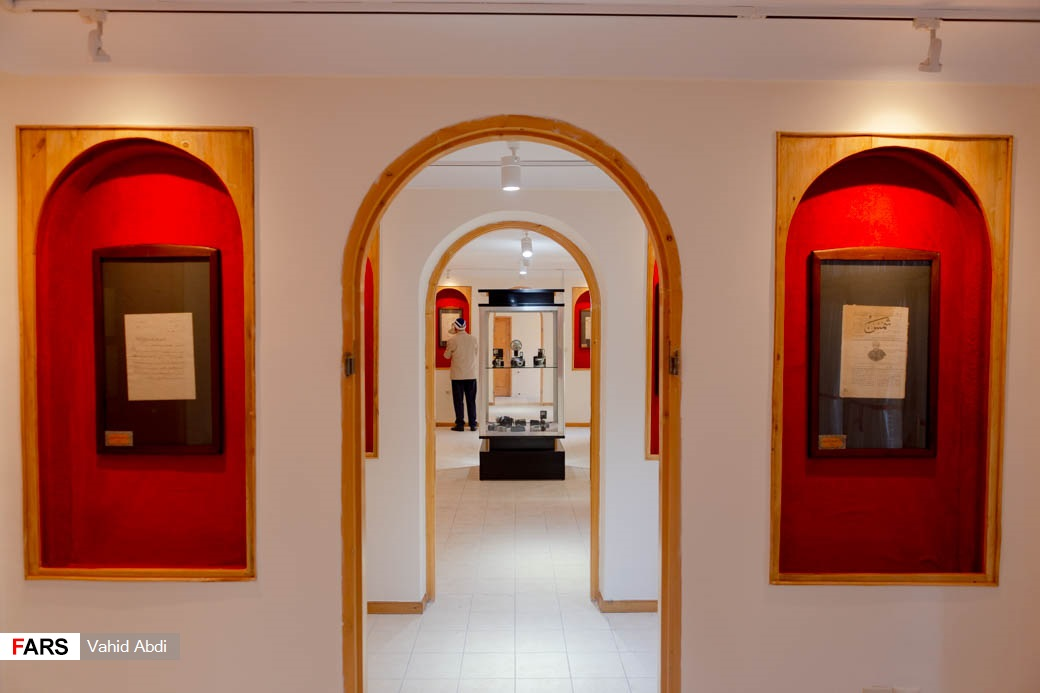
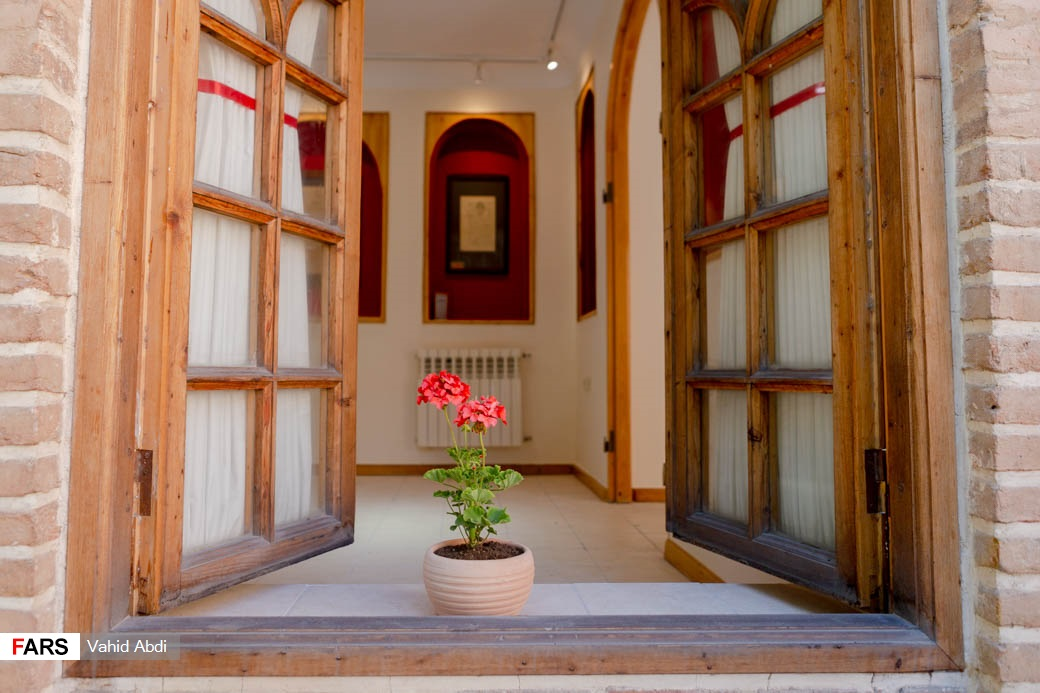
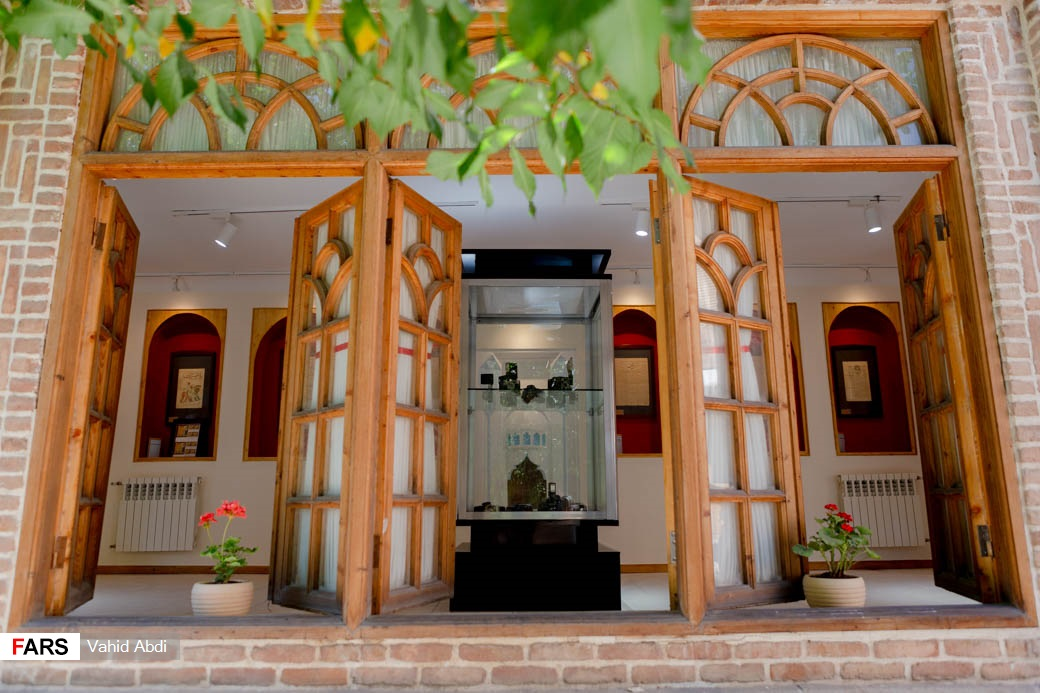
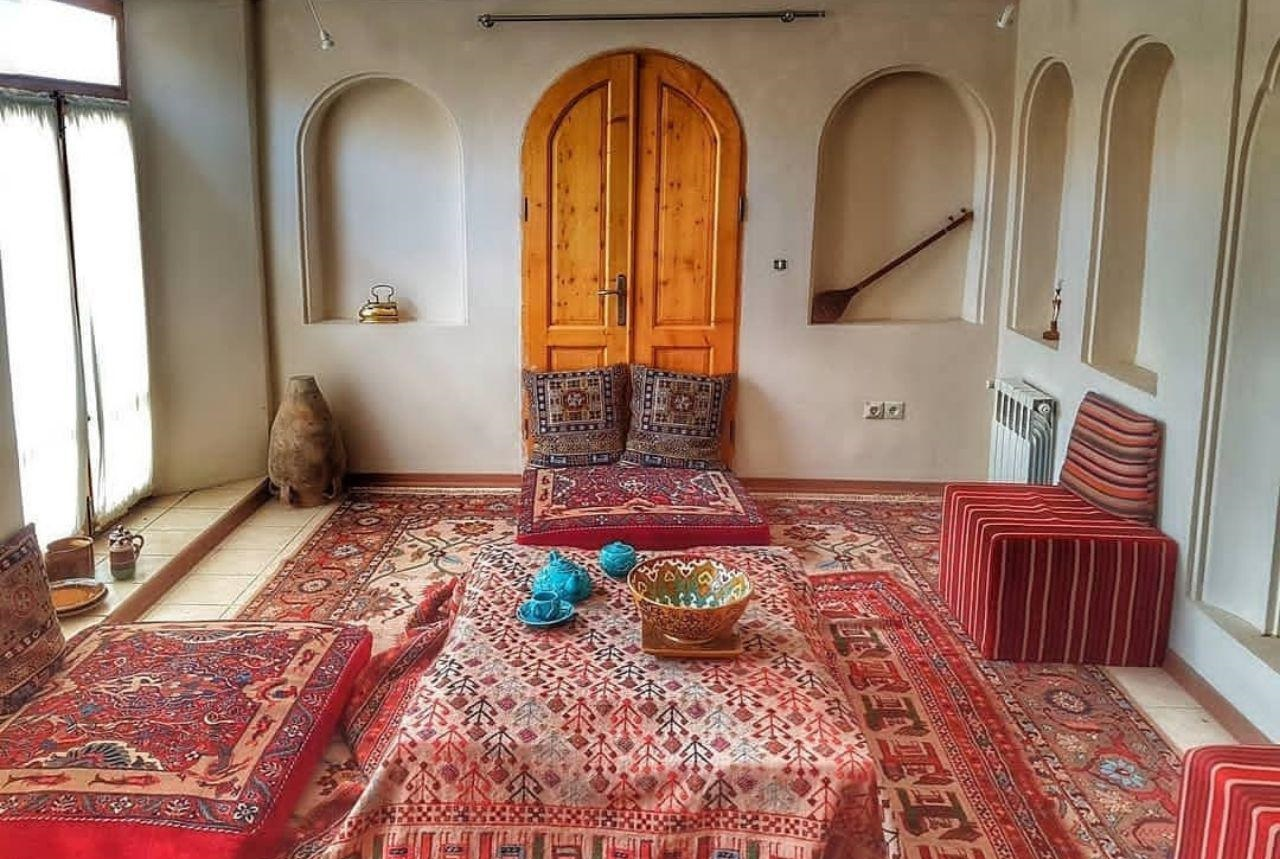